# 釋微妙

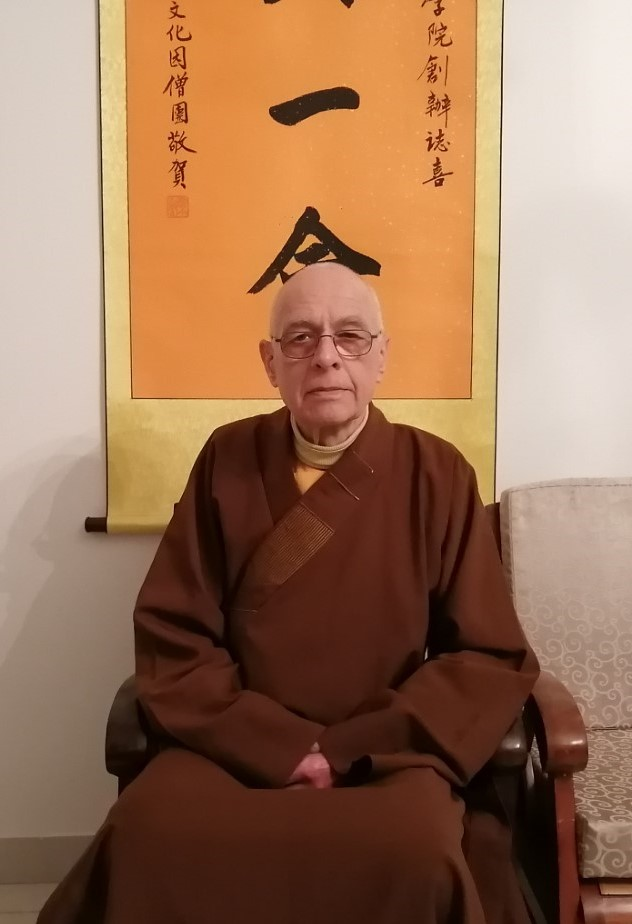
釋微妙法師於法國佛學院辦公室

釋微妙（1939年8月17日—）德國教授，佛教比丘、法師、翻譯家，出生於德國黑森州州的巴特阿羅爾森市，原名埃克哈德·班格特（Eckhard Bangert），1960年於泰國上座部寺院剃度出家，巴利語法名Pāsādika。
自1978年起，為法國巴黎郊區茹安维尔勒蓬市的靈山寺佛學研究院主要成員，是寺院住持釋玄微大德的座上賓，並且多年在該院從事佛學研究及弘法事業。
自2016年10月起，任坐落於塞纳河畔维特里市的法國靈山佛學院院長。
自2022年9月起，任德国法兰克福佛教學院院長，與釋法寶大德一起領導該院學術與禪修等活動。

## 研究生涯

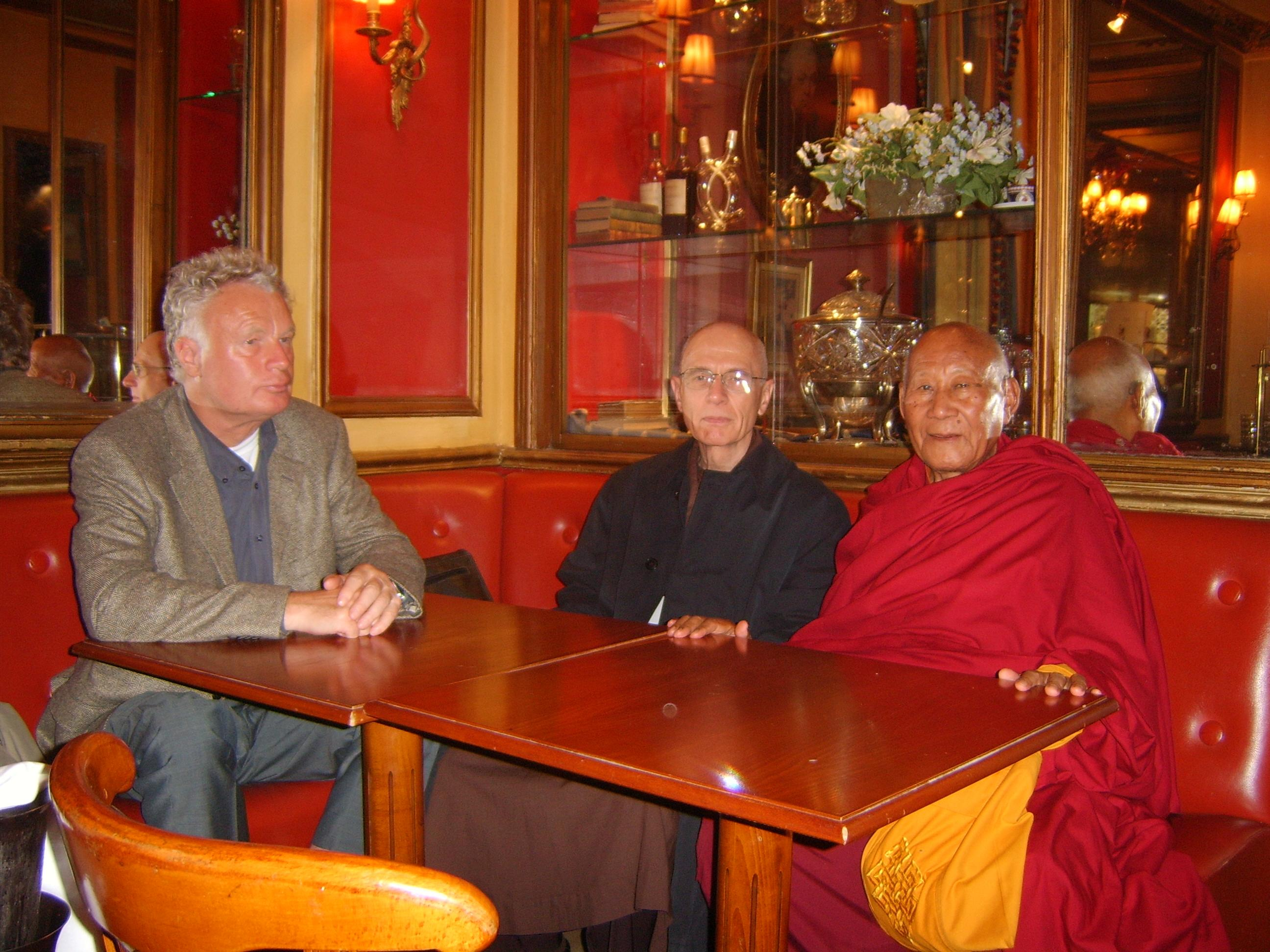
釋微妙法師（中）、洛桑丹傑格西（右）、画家丹·班格特（左）

釋微妙法師天資聰穎，具有語言天賦，熟練掌握德語、英語、法語、泰語，並刻苦鑽研梵語、巴利語、印地語、漢語、藏語、日語，可利用這些語言從事學術研究。法師於上世紀在印度接受了學院式正規教育，1960年代在那爛陀巴利文研究院學習，1964年在菩提伽耶的摩揭陀大學獲得巴利文碩士學位，1974年在帕蒂亞拉的旁遮普大學以《維摩詰經》為主題的研究論文取得博士學位。1975年至1977年，在帕蒂亞拉的旁遮普大學教授巴利語和德語。1978年至1982年，在法國橋連城的靈山寺院研究、修行，並負責《靈山》佛學季刊的編輯與出版。1982至1993年，作為研究員在哥廷根科學院佛學研究委員會從事基於吐魯番發現佛教文獻的梵文詞典編纂工作。1995年至2007年，擔任馬爾堡大學印度和西藏研究系名譽教授，教授巴利文、梵文、古典藏文和佛教漢語。與此同時，於1996年至2000年，在維爾茨堡大學擔任印度研究教授。此外還擔任波鴻魯爾大學（2000年、2002年）的客座教授。法師還對西藏苯教的歷史和文學有系統、深入的研究。並一直專注於早期大乘文獻和聲聞乘阿含的比較研究。

## 主要著述
- 《佛教的暹羅插圖：關於大德覺十比丘所繪暹羅傳統佛教手稿的注釋》， 蒂賓根大學，埃德曼出版社1969；
- 《〈大寶積經·迦葉品〉的法論：Mahāratnakūṭadharmaparyāya-Kāśyapaparivarta》，靈山佛教研究所刊物，1-9，1977-1979；
- 《密宗佛教歌曲文集》，奧斯陸，1977（再版，曼谷，1986）；
- 《西藏苯教的喪葬儀式》，萊頓，1985年；
- 《〈世親阿毗曇俱舍釋〉中的經典語錄》，哥廷根，凡登霍克及魯普雷希特出版社，1989年；統一書號：ISBN 9783525261507
- 《龍樹的〈經集〉：མདོ་ཀུན་ལས་བཏུས་པ། 版本批評》，哥本哈根，科學院出版社，1989年；
- 《法的使者：為大德釋玄微七十歲華誕獻禮》（與釋法寶合著），巴黎，友豐出版社，1997年；
- 《〈釋微妙禮贊〉：獻給釋微妙比丘的文集》，（合著），馬爾堡，印度學與藏學出版社，2009年。

## 外部連結
- https://web.archive.org/web/20160303213237/http://www.zoominfo.com/p/Bhikkhu-Pasadika/185701059
- http://www.uni-marburg.de/fb10/iksl/indologie/fachgebiet/dalailama/laudatiobh （页面存档备份，存于）
- http://www.worldcat.org/identities/lccn-n92-49630/ （页面存档备份，存于）
- http://www.degruyter.com/view/KDGO/P21624 （页面存档备份，存于）

1. ↑  .   [2023-08-17]. （原始内容存档于2022-07-11）.